# Rosalejo (kommun)
Rosalejo är en kommun i Spanien.   Den ligger i provinsen Provincia de Cáceres och regionen Extremadura, i den centrala delen av landet, 160 km väster om huvudstaden Madrid. Antalet invånare är 1 283. Arean är 41 kvadratkilometer.
Terrängen i Rosalejo är mycket platt.